# Wapen van Bièvre

Het wapen van Bièvre sinds 1999.

Het wapen van Bièvre is het heraldisch wapen van de Naamse gemeente Bièvre. Het werd op 30 april 1999 aan de gemeente toegekend.

## Geschiedenis
Het gemeentewapen van de fusiegemeente Bièvre, die was ontstaan uit de samenvoeging van de gemeenten Bièvre, Graide, Monceau-en-Ardenne (zelf sinds 1964 een fusiegemeente), Naomé, Oizy (zelf sinds 1964 een fusiegemeente), is een sprekend wapen met de afbeelding van een bever (de naam Bièvre is etymologisch afgeleid van bever, vgl. bijvoorbeeld ook Beveren) én verwijst tevens naar de herintroductie van bevers in de regio in de jaren 90 van de 20e eeuw.

## Blazoen
De huidige blazoenering luidt:
D'or à un castor au naturel, à la champagne ondée d'azur, chargée de deux fasces également ondées, d'argent.
Van goud met een bever van natuurlijke kleur, op een golvend veld van azuur, beladen met twee eveneens golvende dwarsbalken van zilver.— Ministerieel Besluit van 30 april 1999.